# Coendou rothschildi
Coendou rothschildi là một loài động vật có vú trong họ Erethizontidae, bộ Gặm nhấm. Loài này được Thomas mô tả năm 1902.